# Collège Louise-Michel
Das Collège Louise-Michel ist eine Gesamtschule (Sekundarstufe I) in Paris. Es befindet sich im Viertel Porte Saint Martin im 10. Arrondissement und liegt am Ufer des Canal Saint-Martin. Das Collège wurde 1945 gegründet und nach der Anarchistin Louise Michel benannt.

## Konstruktion
Das erste Gebäude wurde nach einem Entwurf aus dem Jahr 1933 von den Architekten Daniel und Lionel Brandon sowie Raoul Brandon erbaut. Der erste Teil der Arbeiten wurde im Juli 1937 fertiggestellt, das Gebäude wurde allerdings erst im Jahr 1939 von Edouard Beugner vollendet. An der Fassade des Collège befindet sich ein 1936 von François Bazin geschaffenes Relief, das eine Allegorie des Lehrens darstellt. 2007 wurde das Gebäude saniert. Im Oktober 2013 zählte man im Collège Louise-Michel 502 Schüler aus 20 Nationen in 20 Klassen. Es beherbergt zweisprachige Sektionen mit 25 Schülern: Englisch-Deutsch und Englisch-Spanisch.